# Valencia de Alcántara
Valencia de Alcántara és un municipi de la província de Càceres, a la comunitat autònoma d'Extremadura (Espanya).

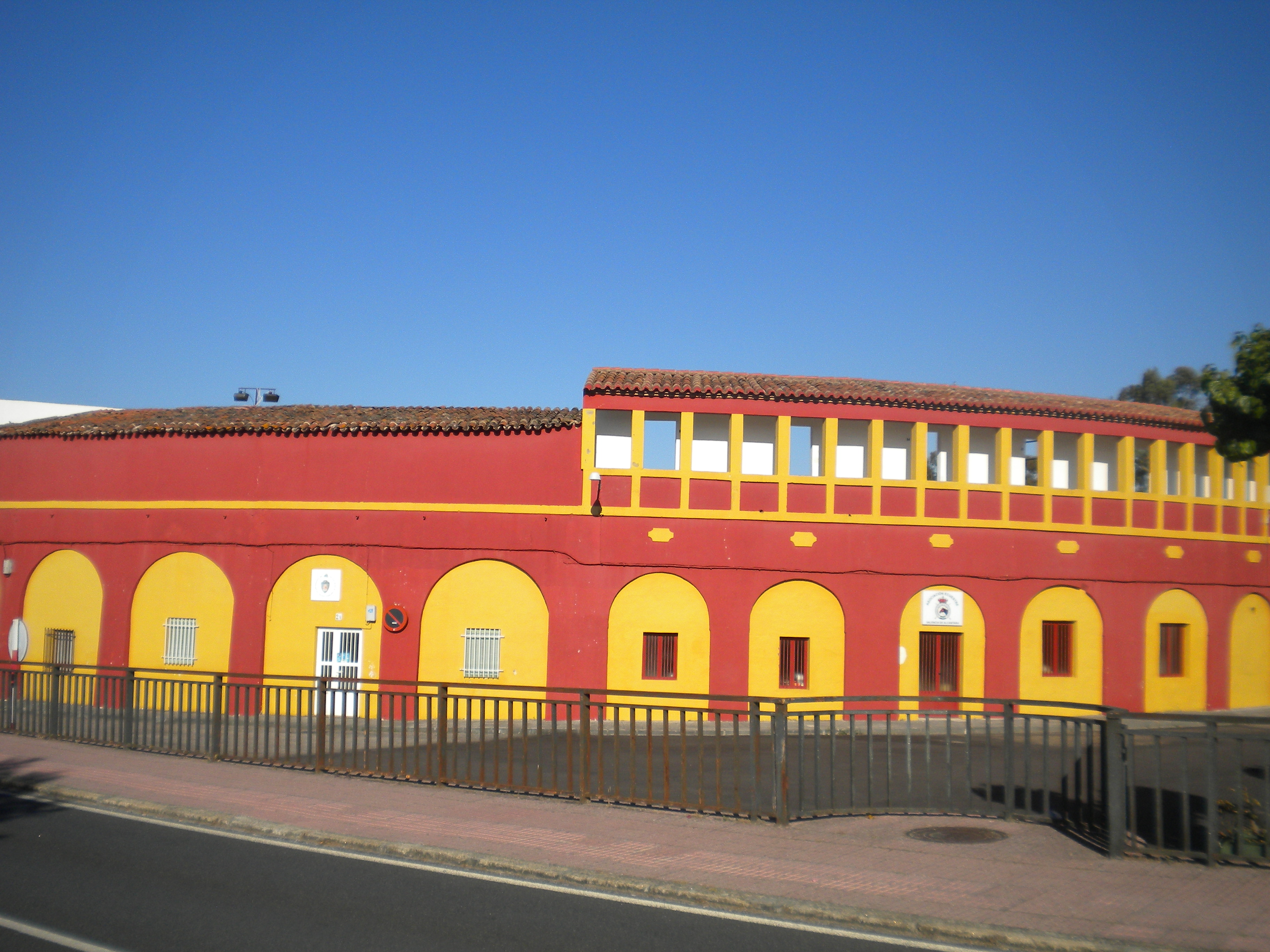
Plaça de Braus